# Sd.Kfz. 252
SdKfz 252 (Sd.Kfz. 252 leichte Gepanzerte Munitionskraftwagen) bylo německé obrněné vozidlo určené k přepravě munice do první linie.
Při vývoji stroje se vycházelo z typu SdKfz 250, se kterým byl shodný podvozek, agregáty i přední polovina nástavby. V zadní části byl prostor pro přepravu nábojů. Pro zvýšení kapacity bylo možno připojit přívěsný muniční vozík (Munitionsanhanger). Transportéry přepravovaly munici zejména pro potřeby útočných děl, jejichž vlastní zásoby byly nízké.
Sériově se SdKfz 252 vyráběl v letech 1940 a 1941, celkem bylo vyrobeno 413 kusů. Poté byla jejich výroba zastavena a k přepravě munice byly využívány muniční verze obrněných transportérů SdKfz 250 a SdKfz 251.